# Louis II de Thuringe
Pour les articles homonymes, voir Louis II et Louis de Thuringe.
Louis II dit de Fer (en allemand : Ludwig II. der Eiserne), né en 1128 et mort le 14 octobre 1172 à Neuenburg, fut landgrave de Thuringe de 1140 à sa mort.

## Biographie
Louis II de Thuringe naît en 1128 ; il est le fils aîné de Louis Ier, nommé le premier landgrave de Thuringe par le roi Lothaire de Supplinbourg en 1131, et de son épouse Edwige, fille du comte Gison IV de Gudensberg. Par le mariage de Louis Ier et Edwige en 1110, les Ludowinges, descendants de Louis le Barbu (mort en 1180), pourraient étendre leurs possessions en Thuringe vers la Hesse voisine. En 1122, la mère d'Edwige, Cunégonde de Bilstein se remarie avec Henri Raspe, le frère cadet de Louis Ier.
Lorsque Louis Ier meurt le 12 janvier 1140, le roi Conrad III de Hohenstaufen inféode le landgraviat de Thuringe au jeune  Louis II âgé de 12 ans. Les Ludowinges entretiennent de bons rapports avec la dynastie des Hohenstaufen, car Louis Ier a été un des partisans de Conrad III lors de son élection au roi des Romains en 1138. Les relations entre les deux lignées deviennent encore plus étroites lorsque Louis II est promis à Judith, fille du duc Frédéric II de Souabe, qui est la nièce de Conrad III et la demi-sœur de son futur successeur Frédéric Barberousse. Jusqu'à la mort de  Conrad en 1152, Louis II réside à la cour royale où il reçoit son éducation de l'archevêque de Mayence Heinrich Ier Felix von Harburg et de l'évêque de Mersebourg. Il épouse Judith en 1150, et un an plus tard naît son fils aîné et futur successeur Louis III.

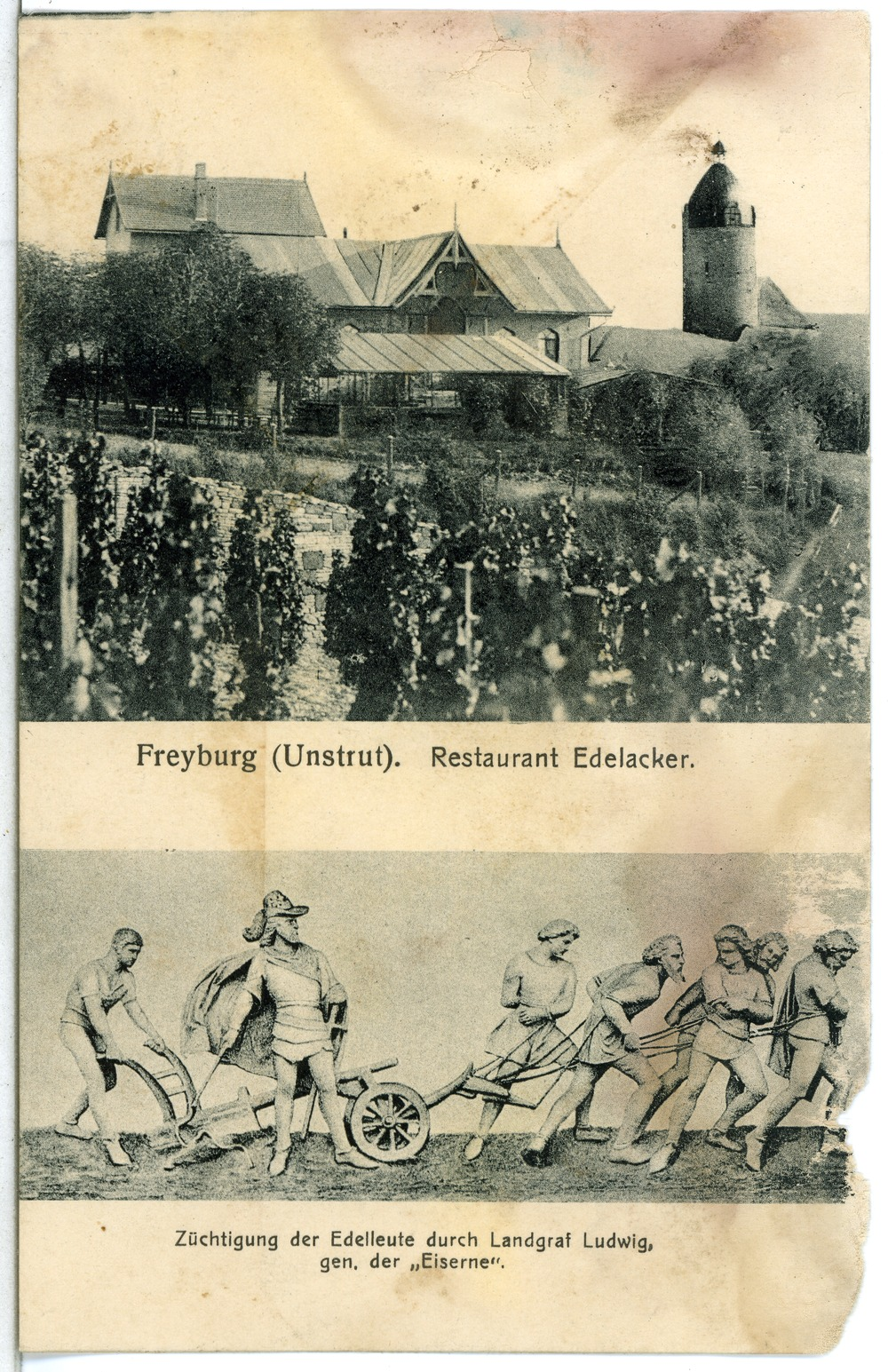
La légende du champ des barons sur une carte postale (1912).

Pendant le règne de Louis II, la population de Thuringe est fréquemment humiliée et harcelée par la noblesse féodale. Louis II intervient avec vigueur contre de telles pratiques d'où le surnom « de Fer » qui lui est attribué par l'historiographie. Selon une tradition, rapporté par le chroniqueur Johannes Rothe dès 1421, Louis II voyageait de manière anonyme dans ses domaines et une nuit, il trouve refuge chez un forgeron à Ruhla. L'artisan se plaint de sa situation et maudit la noblesse et enfin implore le souverain d'intervenir (« landgrave, soit dur »). Ces paroles auraient incité Louis II a entreprendre des actions contre les  barons prédateurs. Toujours selon la légende, les barons délinquants arrêtés, étaient attelés à une charrue et contraints de labourer les champs ! On dit que le landgrave, craignant que les nobles se tiendraient prêts à se venger, n'aurait jamais enlevé son armure.
Pendant son règne, Louis II est l'allié naturel de son beau-frère Frédéric Ier Barberousse, qui fut élu roi des Romains en 1152 et est couronné empereur trois ans plus tard. Bien que le conflit des guelfes et gibelins s'approcha, initialement Louis II n'est pas opposé au puissant prince Henri le Lion, duc de Saxe et de Bavière. En 1166 cependant, à cause de la politique agressive de Henri, il se rapproche contre lui aux côtés d'Albert l'Ours, margrave de Brandebourg et de Wichmann de Seeburg, l'archevêque de Magdebourg. Leur alliance est concrétisée le 12 juillet 1167 et Louis combat ensuite aux côtés de Frédéric Ier Barberousse contre les Welf et l'archevêque de Mayence qui tient la ville d'Erfurt parmi d'autres possessions.
La résidence des landgraves au château de la Wartbourg est complétée pendant le règne de Louis II, lorsque le palais est terminé sous sa forme actuelle. La datation au carbone 14 montre que les chênes utilisés pour la charpente furent abattus vers 1157. En 1168, il fait bâtir le château de Runneburg à Weißensee et en 1184 le château de Creuzburg. En 1170, l'empereur Frédéric Barberousse et  Louis II entreprennent une expédition en Pologne. À son retour il tombe malade et meurt le 14 octobre 1172 au château de Neuenburg près de Freyburg. Comme la plupart des landgraves de Thuringe, il est inhumé dans le monastère de Reinhardsbrunn. Les tombeaux des membres de sa famille seront transférés à l'église Saint-Georges d'Eisenach lors de la démolition du monastère.

## Mariage et descendance
En 1150, Louis II épouse Judith de Hohenstaufen († 1191), fille du duc Frédéric II de Souabe et demi-sœur de l'empereur Frédéric Barberousse, dont :
- Louis III le Pieux (1151/1152 – 1190), son successeur ;
- Henri Raspe III (vers 1155 – 18 juillet 1217), comte de Gudensberg ;
- Frédéric (vers 1155 – 1229), comte de Ziegenhain ;
- Hermann Ier (vers 1155 – 25 avril 1217), successeur de son frère aîné ;
- Judith, épouse Herman II, comte de Ravensberg ;
- Mathilde, épouse Thierry (Dietrich), comte de Werben, fils cadet d'Albert l'Ours.

## Source
- (en) Ludwig II (1140-1172) sur le site Medieval Lands

- (en) Cet article est partiellement ou en totalité issu de l’article de Wikipédia en anglais intitulé « Louis II, Landgrave of Thuringia » (voir la liste des auteurs), édition du 11 mai 2014.